# Ba (gruppo musicale)
Ba (reso graficamente ba.) è un gruppo musicale lituano formatosi nel 2012. È attualmente costituito dai musicisti Benas Aleksandravičius, Simonas Motiejūnas, Nikita Voitovas e Dominykas Babikas.

## Storia del gruppo
Fondatosi a Vilnius, i Ba si sono fatti conoscere con il primo album in studio Rasti/Pasiklysti, che ha trascorso oltre metà anno nella top 40 della classifica lituana ed è disco d'oro per le oltre 2 500 unità certificate dalla AGATA. Hanno conquistato risultati maggiori con il disco successivo H8, che si è imposto in vetta alla Albumų Top 100 ed è riuscito a piazzare otto tracce su dieci nella hit parade dei singoli, di cui due nelle prime 40 posizioni. L'album, che ha totalizzato oltre 90 settimane di permanenza in classifica, è stato certificato platino per le 4 000 copie accumulate.
Anche il quarto LP Nauto (2022) è stato certificato platino dal membro nazionale dell'International Federation of the Phonographic Industry.
Nell'ambito dei Muzikos asociacijos metų apdovanojimai, il principale riconoscimento musicale lituano, hanno trionfato otto volte e hanno ottenuto diverse candidature.

## Formazione
Attuale
- Benas Aleksandravičius
- Simonas Motiejūnas
- Nikita Voitovas
- Dominykas Babikas

Ex componenti
- Jonas Butvydas
- Maratas

## Discografia

### Album in studio
- 2015 – Rasti/Pasiklysti
- 2019 – H8
- 2020 – Unplugged
- 2022 – Nauto
- 2024 – Turtas

### EP
- 2013 – Raktas
- 2016 – Saulėsužtemimas
- 2017 – Garsiai mąstau

### Raccolte
- 2018 – The Best of 2012-2017

### Singoli
- 2017 – Pati kalta
- 2017 – Paprastu instinktu gyvenu
- 2018 – Randai = Veiksmai
- 2019 – Hirudinea
- 2019 – Iliuzija
- 2019 – Išnara
- 2020 – Trenk
- 2021 – Pilnatis
- 2021 – Paralyžius
- 2022 – Šokis
- 2022 – Purvo gerkle
- 2022 – Praradau mintis
- 2024 – Laikai mane
- 2024 – Pastovi